# 八勝通
八勝通（はっしょうとおり）は、愛知県名古屋市瑞穂区の地名。現行行政地名は八勝通1丁目から八勝通3丁目。住居表示未実施地域。

## 地理
名古屋市瑞穂区東部に位置する。東は岳見町・弥富ヶ丘町・日向町、西は密柑山町・下山町、南は田辺通、北は弥富町に接する。

## 歴史

### 地名の由来
料亭の八勝館に通じる道があったことに由来する。

### 沿革
- 1943年（昭和18年）8月16日 - 昭和区弥富町字橿ノ木山・茨山・密柑山および下山町2丁目の各一部により、同区八勝通1〜2丁目として成立[1]。
- 1944年（昭和19年）2月11日 - 行政区の変更に伴い、瑞穂区八勝通となる[9]。

## 世帯数と人口
2019年（平成31年）3月1日現在の世帯数と人口は以下の通りである。
| 町丁   | 世帯数  | 人口  |
| ------ | ------- | ----- |
| 八勝通 | 347世帯 | 796人 |

### 人口の変遷
国勢調査による人口の推移
| 1950年（昭和25年） | 115人 | [ 10 ] |  |
| 1955年（昭和30年） | 126人 | [ 10 ] |  |
| 1960年（昭和35年） | 222人 | [ 11 ] |  |
| 1965年（昭和40年） | 264人 | [ 11 ] |  |
| 1970年（昭和45年） | 460人 | [ 12 ] |  |
| 1975年（昭和50年） | 565人 | [ 12 ] |  |
| 1980年（昭和55年） | 639人 | [ 13 ] |  |
| 1985年（昭和60年） | 657人 | [ 13 ] |  |
| 1990年（平成2年）  | 604人 | [ 14 ] |  |
| 1995年（平成7年）  | 641人 | [ 15 ] |  |
| 2000年（平成12年） | 696人 | [ 16 ] |  |
| 2005年（平成17年） | 703人 | [ 17 ] |  |
| 2010年（平成22年） | 764人 | [ 18 ] |  |

## 学区
市立小・中学校に通う場合、学校等は以下の通りとなる。また、公立高等学校に通う場合の学区は以下の通りとなる。なお、小・中学校は学校選択制度を導入しておらず、番毎で各学校に指定されている。
| 丁目        | 小学校                                    | 中学校                                    | 高等学校 |
| ----------- | ----------------------------------------- | ----------------------------------------- | -------- |
| 八勝通1丁目 | 名古屋市立陽明小学校                      | 名古屋市立汐路中学校                      | 尾張学区 |
| 八勝通2丁目 | 名古屋市立陽明小学校 名古屋市立弥富小学校 | 名古屋市立汐路中学校 名古屋市立萩山中学校 | 尾張学区 |
| 八勝通3丁目 | 名古屋市立弥富小学校                      | 名古屋市立萩山中学校                      | 尾張学区 |

## 交通

### 鉄道
- 名古屋市営地下鉄
  -  名城線 瑞穂運動場東駅

### 道路
- 山手グリーンロード[8]

## その他

### 日本郵便
- 郵便番号 : 467-0042[4]（集配局：瑞穂郵便局[21]）。